# Anton Paul Heilmann

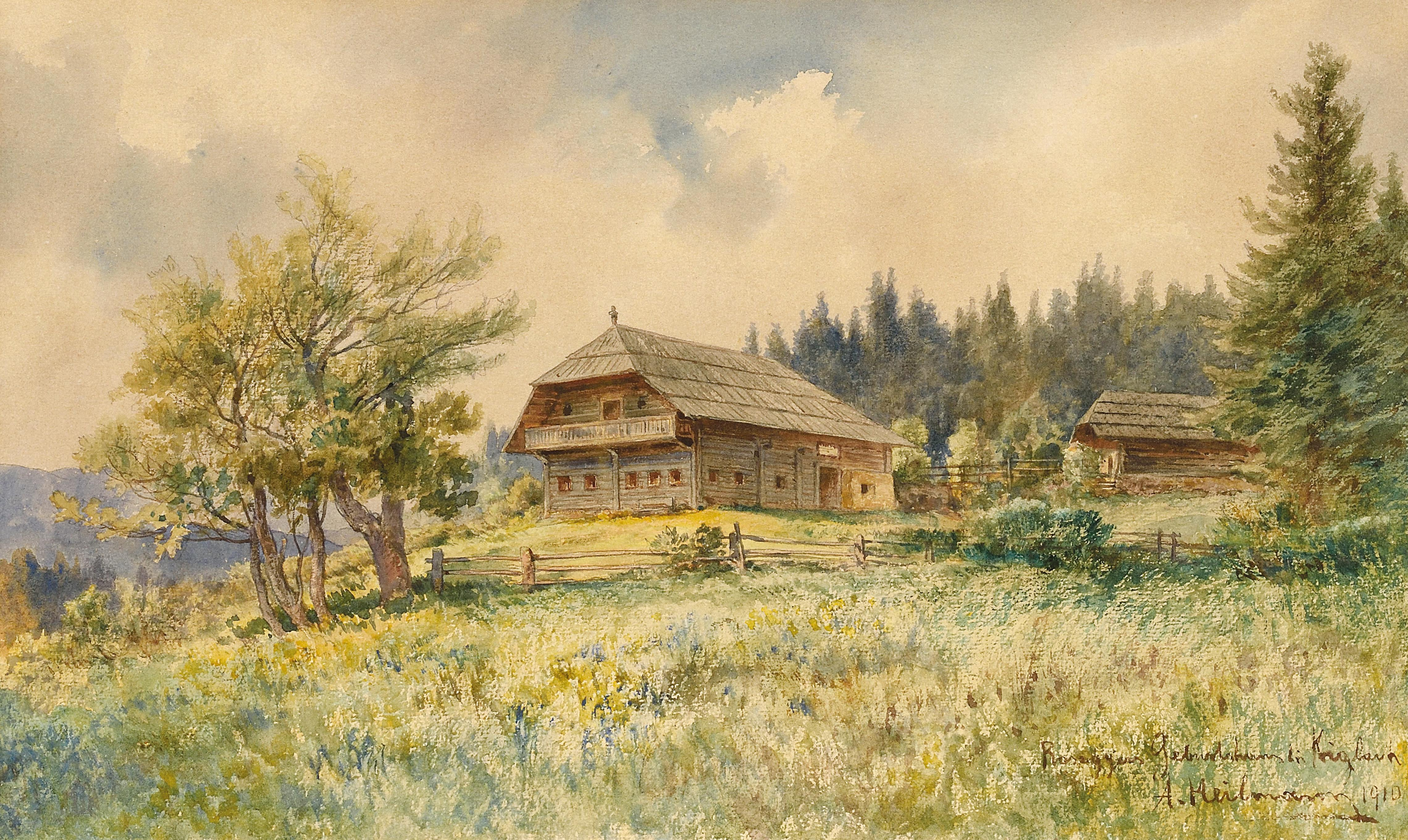
Roseggers Geburtshaus in Krieglach (Aquarell, 1910)

Anton Paul Heilmann (* 30. Mai 1850 in Neumarkt am Wallersee, Kaisertum Österreich; † 21. Juli 1912 in Mödling, Österreich-Ungarn) war ein österreichischer akademischer Maler und Illustrator. Er ist vor allem für seine Aquarelle und Zeichnungen alpiner Landschaften bekannt.

## Leben

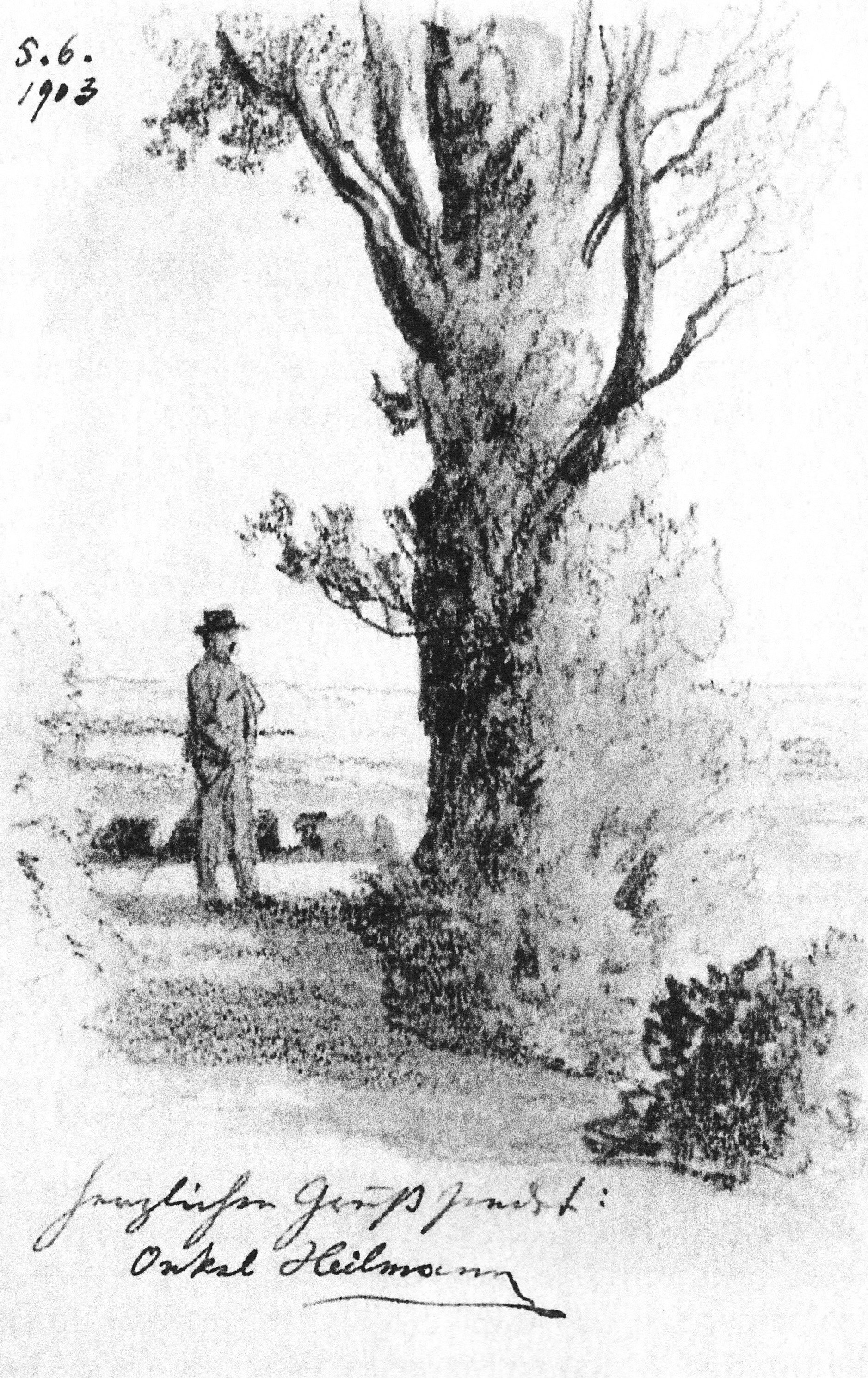
Selbstbildnis am Meer, handgezeichnete Postkarte von „Onkel Heilmann“ (1903)

Heilmann kam im Salzburger Flachgau zur Welt. Aus seinem Leben sind nur wenige biografische Details bekannt. Sein Vater Anton Heilmann war k. k. Finanzwach-Oberaufseher und Sohn eines Oberaufsehers in Bad Ischl. Mutter Julia Anna (geb. Frauenlob) stammte ebenfalls aus einer Beamtenfamilie. Die Familie lebte im sogenannten Glasererhaus, in dem der Neumarkter Gendarmerieposten untergebracht war. Heilmanns malerisches Talent zeigte sich wahrscheinlich schon in jungen Jahren. Eines seiner ersten Werke Vögel am Feigenbaum entstand 1864 und ist von einem gewissen Custos Anton Ziegler gegengezeichnet, der möglicherweise in einem Lehrer- oder Prüferverhältnis zu ihm stand.
Die Ortsangabe Linz lässt auf seinen damaligen Wohn- oder Ausbildungsort schließen. Später besuchte Heilmann die Kunstgewerbeschule Wien unter Friedrich Sturm und studierte an der Wiener Akademie Landschaftsmalerei unter Eduard Peithner von Lichtenfels. In der Folge arbeitete im Atelier der Hoftheatermaler Brioschi, Burghart und Kautsky und war als Dekorationsmaler für diverse Ausstellungen tätig.
Die Motive seiner Werke lassen verschiedene Reisen durch die Länder der Monarchie erkennen. So sind Zeichnungen aus dem Banat, Dalmatien, dem Friaul, Istrien, Mähren und dem Trentino bekannt. Bereits als 18-Jähriger war er im Salzkammergut unterwegs, wie Skizzen aus Ischl und Hallstatt belegen. 1882 heiratete er wahrscheinlich seine Frau Betty, wie es eine Notiz „Auf der Hochzeitsreise“ auf einer Farbstiftzeichnung aus besagtem Jahr vermuten lässt. Aus Textbeiträgen Heilmanns, etwa für den Deutschen und Österreichischen Alpenverein, geht hervor, dass er auch anspruchsvolle Bergtouren mit Führern unternahm und Skizzen und Zeichnungen wie auch Aquarelle vor Ort anfertigte. Nachdem er lange in Wien gelebt hatte, verbrachte er seine letzten Jahre in Mödling, wo er auch Ausschussmitglied der Alpenvereinssektion war. 1912 erlag er im Alter von 62 Jahren laut Nachrufen unerwartet einem Schlaganfall.

## Werk
Anton Paul Heilmann hinterließ ein thematisch sehr vielseitiges Werk. Während er in jungen Jahren hauptsächlich großformatige Dekorationsgemälde und Ölbilder anfertigte, wandte er sich bald kleinformatigen Aquarellen und Zeichnungen zu. Seinen Schwerpunkt legte er auf die Landschaftsmalerei, wobei er insbesondere der Darstellung von Berglandschaften einen hohen Stellenwert einräumte. Außerdem malte er Jagdszenen sowie Gesamt- und Detailansichten von Städten und Dörfern sowie von Schlössern und Almhütten.
Daneben agierte er als „Bildreporter“ für einige der auflagenstärksten Zeitschriften, darunter die Leipziger Illustrirte Zeitung. Die Qualität seiner Aquarelle findet in Künstlerlexika ausdrückliche Erwähnung, die ihn mit anderen Malern jener Zeit wie Edward Theodore Compton, Tony Grubhofer und Zeno Diemer vergleichen. Selbstgezeichnete Postkarten, die er an eine gewisse Rosina Seyrl auf Schloss Starhemberg schickte, unterfertigte er mit „Onkel Heilmann“.
Zahlreiche Bilder entstanden im Auftrag von Mitgliedern des Kaiserhauses. Ein Sammler seiner Werke war Johann II. von Liechtenstein. Viele seiner Auftragswerke landeten im Besitz der Stadt Wien oder in den Archiven der Verlage und Vereine, für die sie angefertigt wurden. Heilmanns umfangreicher künstlerischer Nachlass kam vermutlich um 1975 auf den Markt. Seither tauchen seine Aquarelle und Zeichnungen, seltener auch Ölbilder, immer wieder bei Auktionen auf. Die meisten seiner Werke befinden sich daher in Privatsammlungen, einige wenige im Besitz des Salzburg Museums (SMCA) sowie drei Aquarelle im Schubert-Museum in Wien.

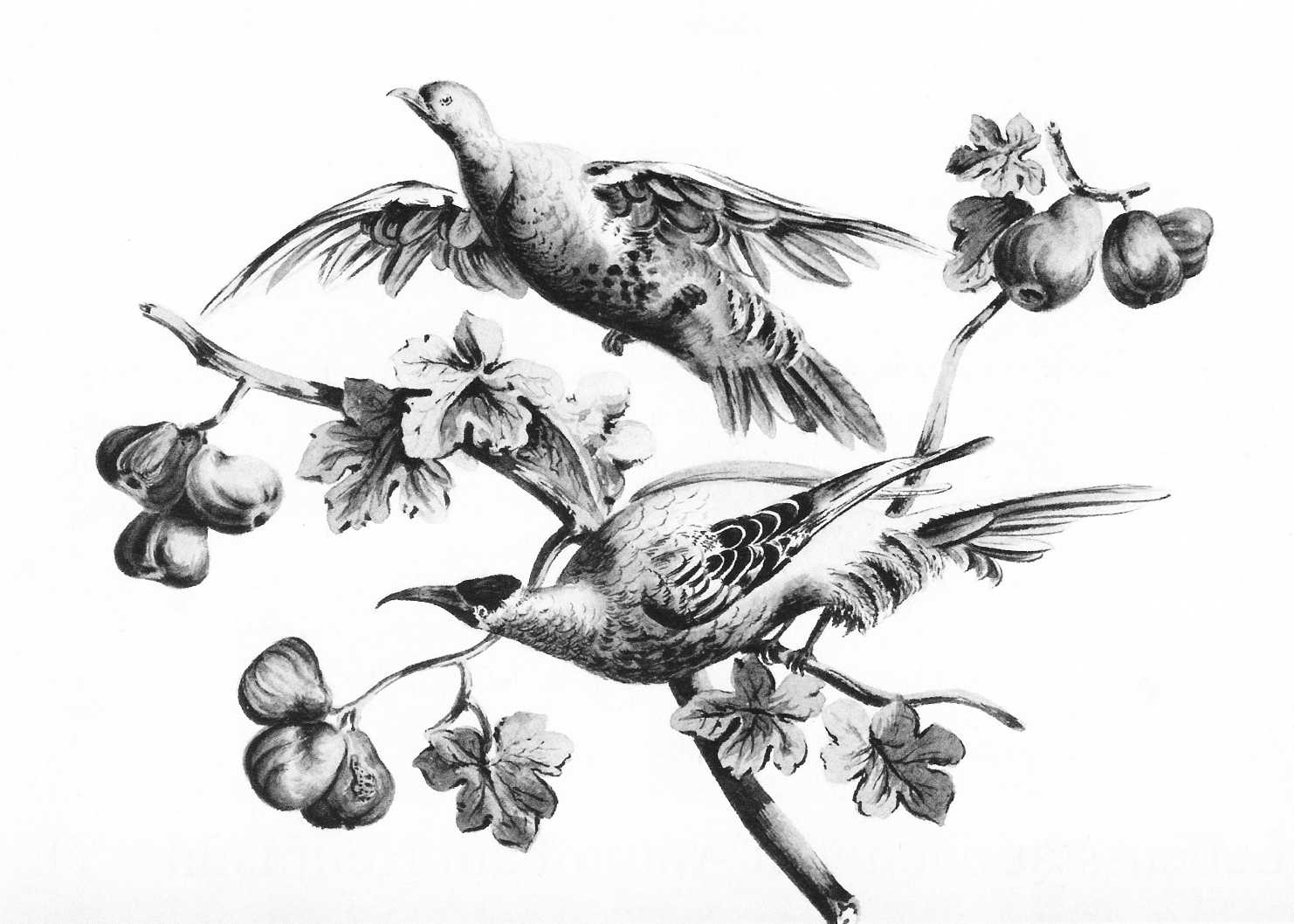
Vögel am Feigenbaum
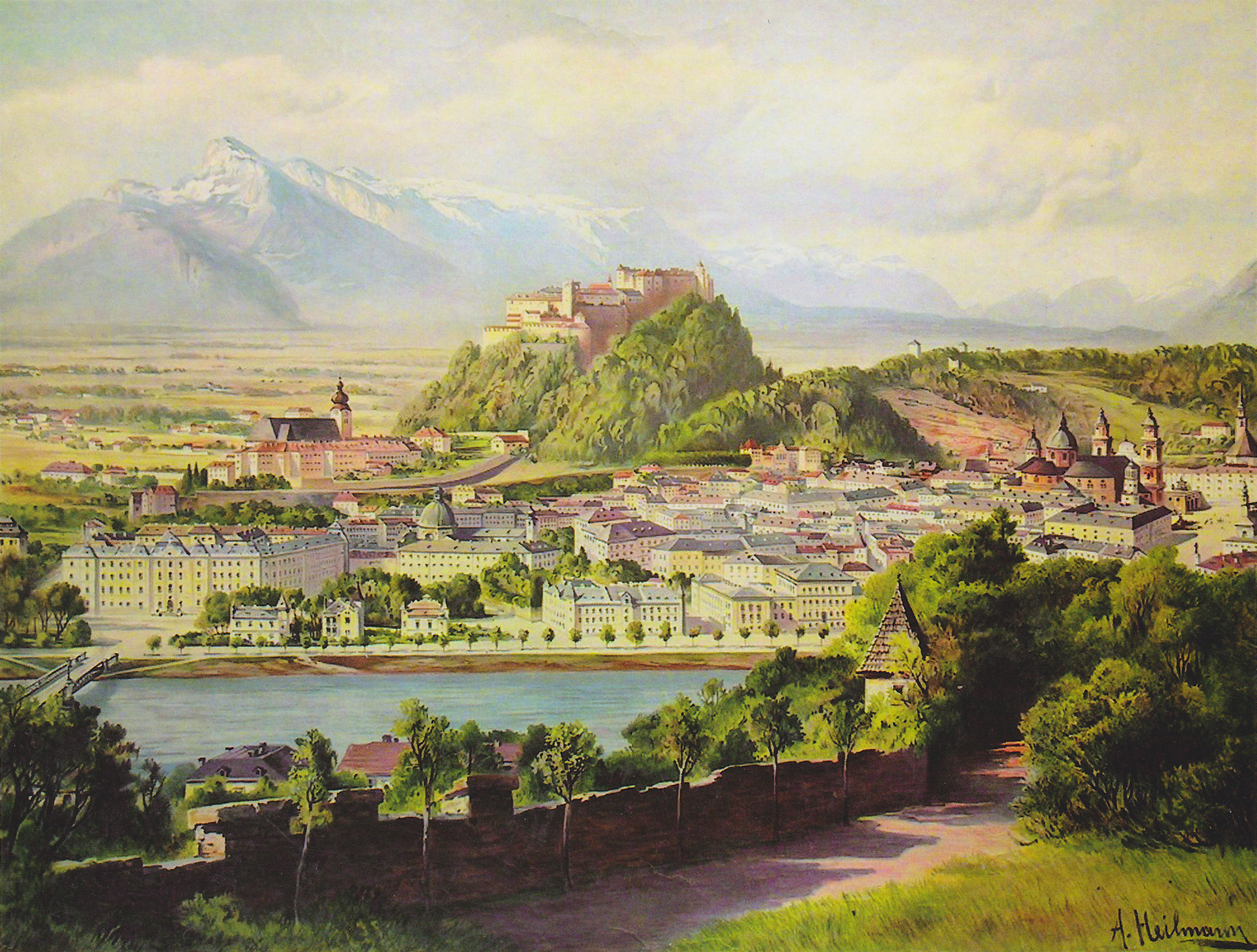
Salzburg: Altstadt und Festung
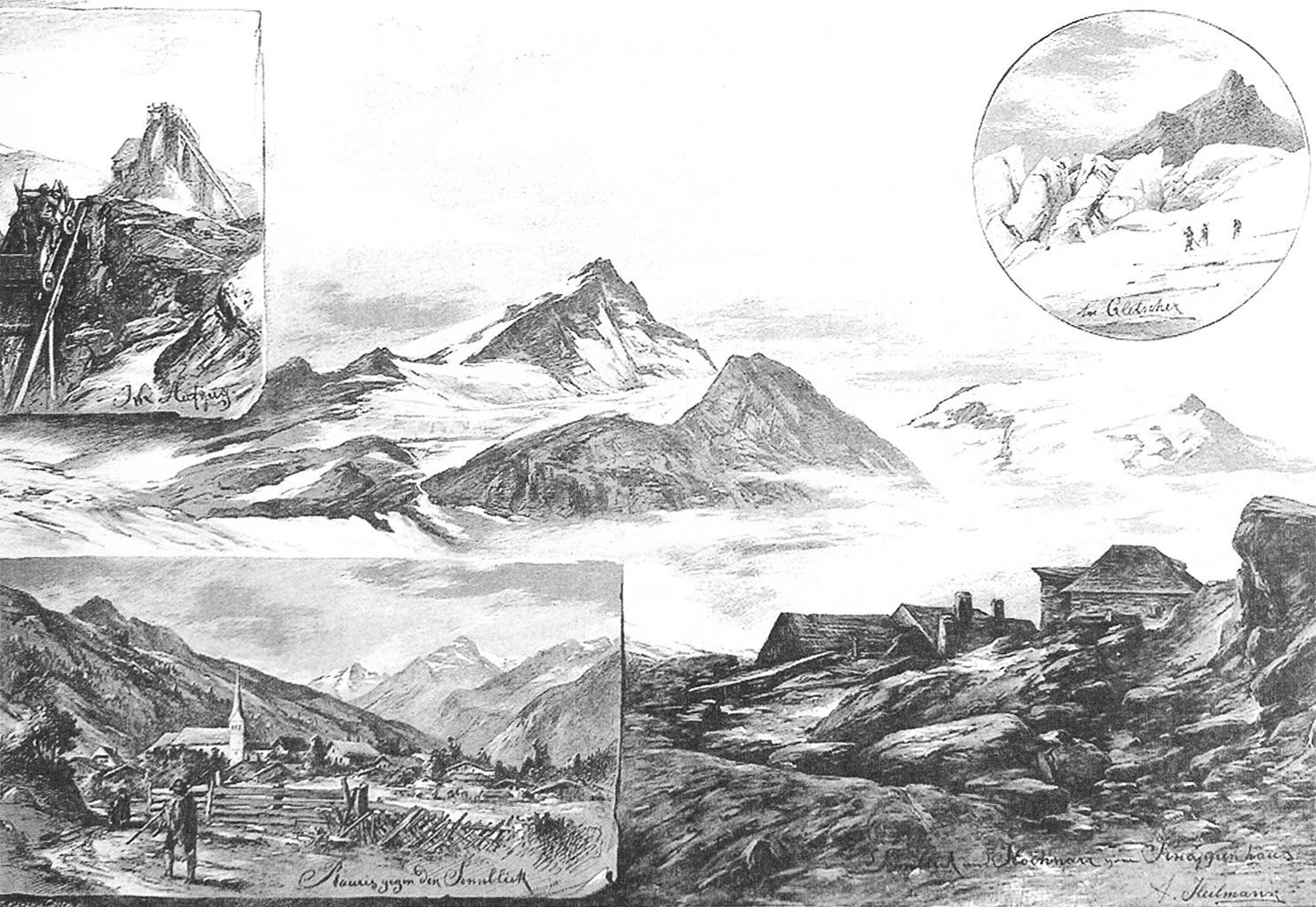
Rauriser Sonnblick
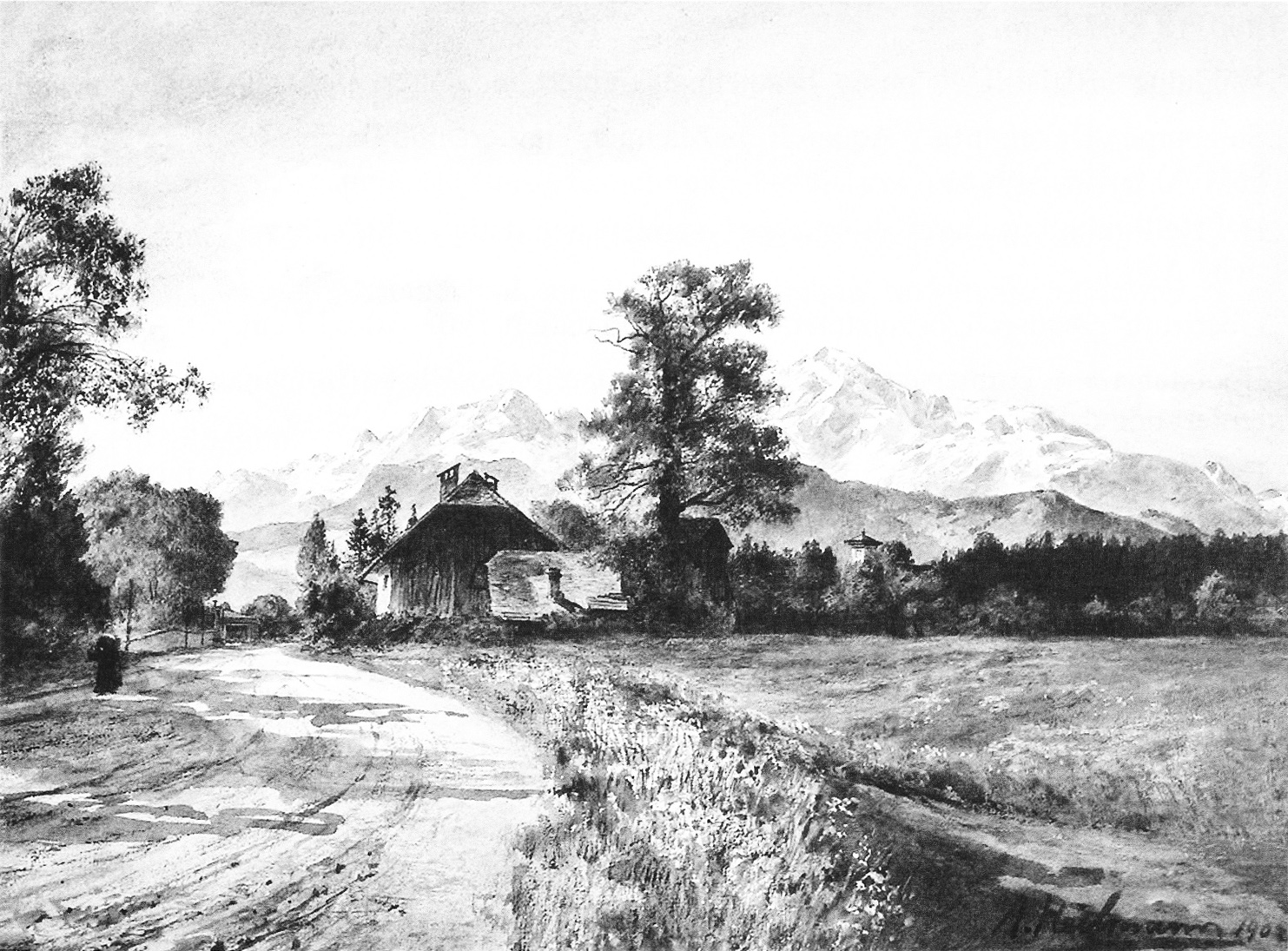
Bei Hellbrunn
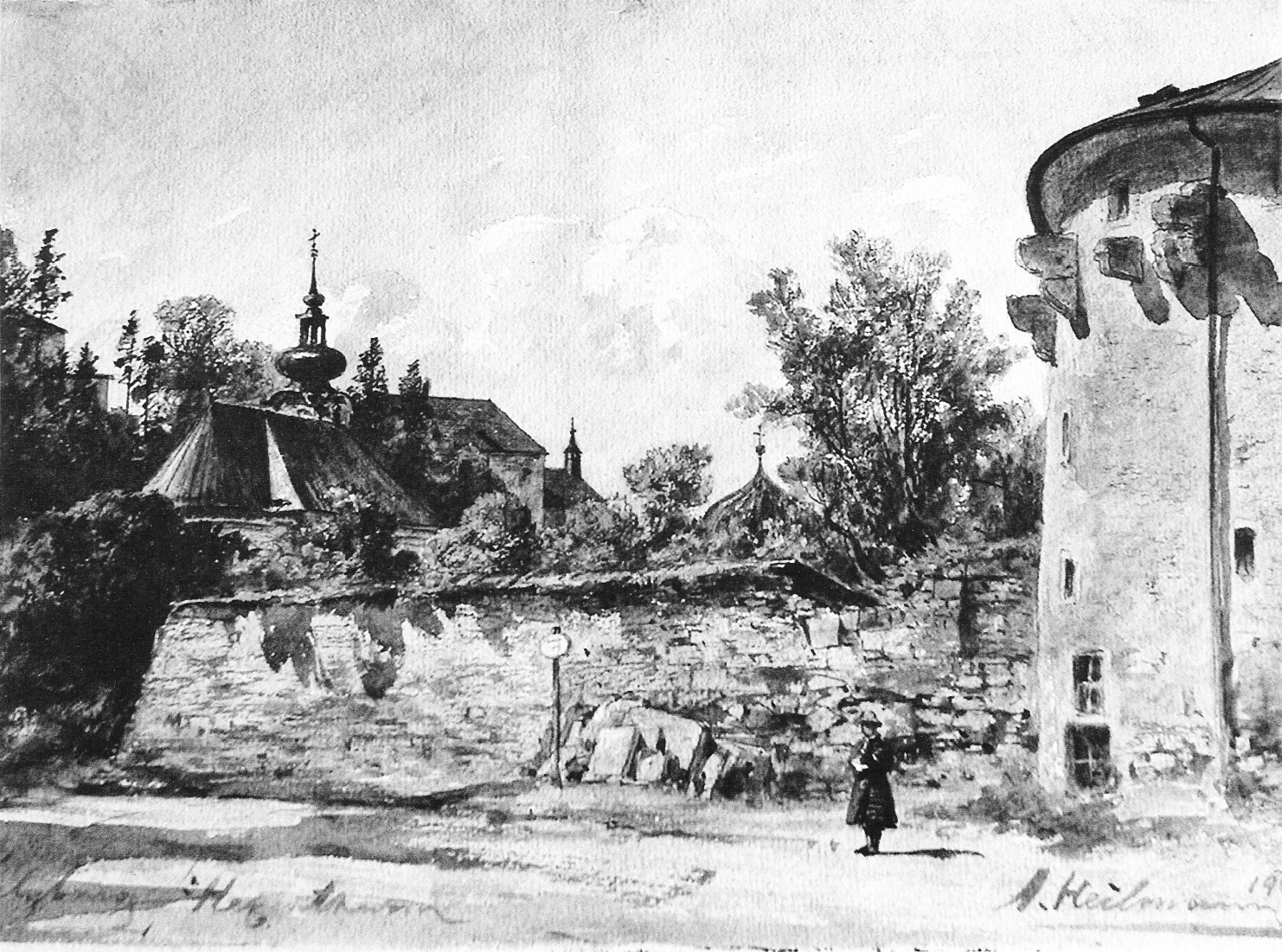
Salzburger Hexenturm
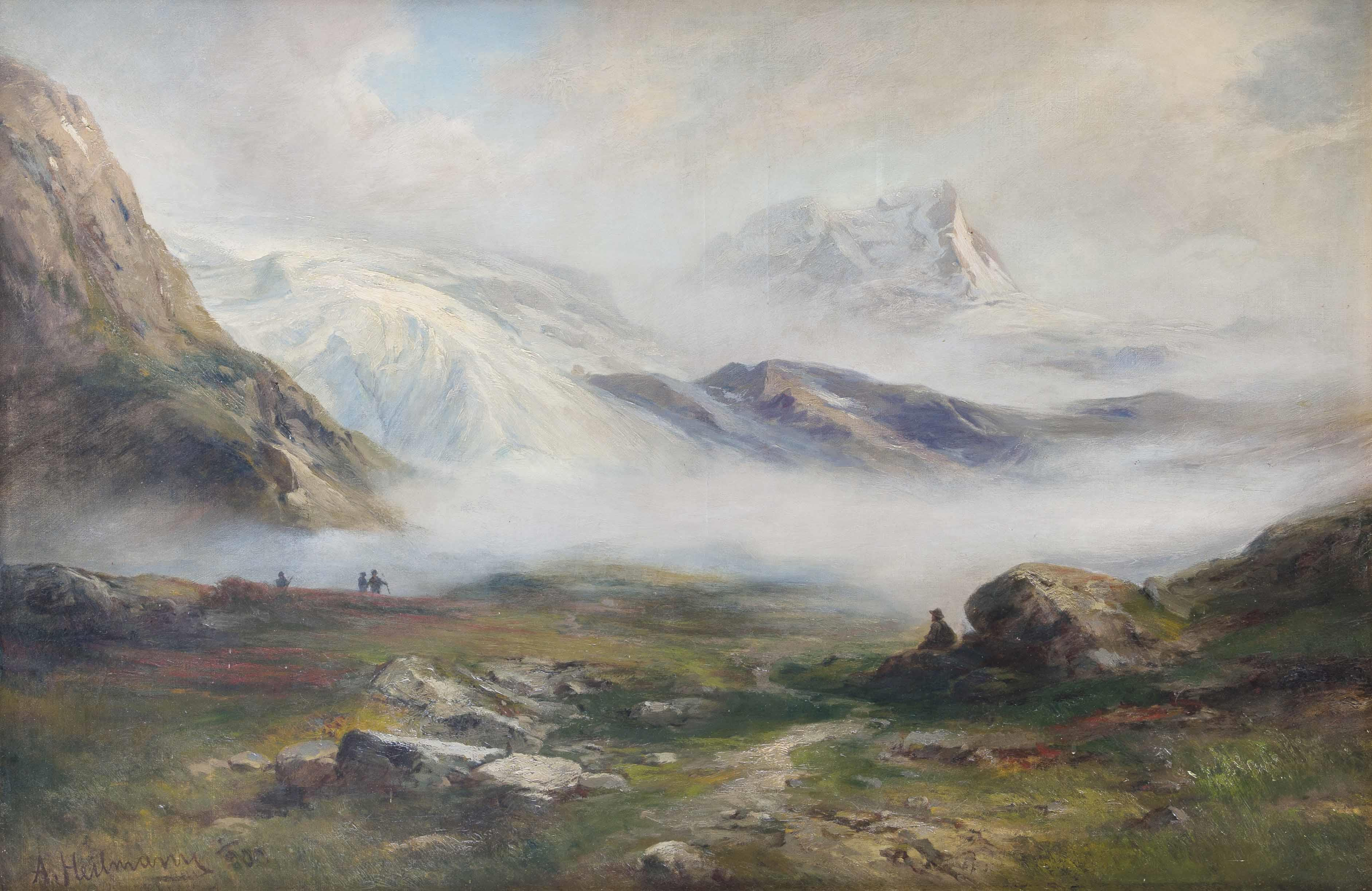
Motiv aus dem Stubaital

### Werke (Auswahl)
Die aufgelisteten Werke befinden sich bis auf einige Ausnahmen (SMCA) in Privatbesitz. BA steht für Bildausschnitt.
Datierte Werke
- 1864: Vögel am Feigenbaum. Aquarell, 39 × 28 cm, mit einer Gegensignatur Anton Ziegler
- 1868: Häuser in Hallstatt. Bleistiftzeichnungen, 36 × 25 cm
- 1879: Schloss Neuwaldegg. Aquarell, 24 × 36 cm
- 1881: Hochgebirgslandschaft. Bleistiftzeichnung, laviert, 26 × 31,5 cm (SMCA)
- 1882: Gemsjagd am Hochschwab in Steiermark. Holzstich nach einer Zeichnung von A. Heilmann in der Leipziger Illustrirten Zeitung, BA 22,5 × 33,5 cm
- 1882: Ebenbergalm bei Zell am See. Farbstiftzeichnung, 13 × 20 cm
- 1884: Gemsjagd am Hochtor bei Johnsbach. Holzstich nach einer Zeichnung von A. Heilmann aus Ueber Land und Meer, BA 21,5 × 31,5 cm
- 1884: Im Ridnauntal, Ötztal. Zeichnung, 57,7 × 43,5 cm
- 1885: Partie vom Nonnberg in Salzburg. Holzstich nach einer Zeichnung aus Ueber Land und Meer Jg. 53, Heft 16, 31,5 × 21 cm
- 1886: Rauris. Bleistiftzeichnung, 19 × 28 cm
- 1887: Friedrich Schüler-Alpenhaus auf dem Sonnwendstein (Semmering). Holzstich nach einer Zeichnung von A. Heilmann in der Neuen Illustrirten Zeitung, BA 21 × 32 cm
- 1887: Simony-Hütte am Dachstein. Holzstich nach einer Zeichnung von A. Heilmann in der Leipziger Illustrirten Zeitung, BA 23 × 33 cm
- 1888: Einsiedlerklause bei Saalfelden. Bleistiftzeichnung, 31 × 23 cm
- 1889: Graf Meransches Jagdhaus. Aquarellierte Bleistiftzeichnung, 20 × 28 cm
- 1889: Sturm an der Küste. Öl auf Karton, 40 × 54 cm
- 1890: Wirtshaus im Obertal bei Schladming/Hopfriese. Lavierte Bleistiftzeichnung, 15 × 21 cm
- 1890: Begegnung mit einem Bären im Banat. Holzstich nach einer Zeichnung von A. Heilmann in Das Buch für Alle, Heft 17, BA 32,5 × 24 cm
- 1892: Thurnerhof bei Meran. Bleistiftzeichnung, 11 × 19 cm
- 1893: Pillersee bei Waidring gegen Steinplatte. Bleistiftzeichnung, 10 × 14 cm
- 1893: Allensteig, Niederösterreich. Aquarell, 23 × 35 cm
- 1893: Pirschgang im Hochgebirge. Öl auf Leinwand, 54 × 75 cm
- 1895: Weissenbach am Attersee. Holzstich nach einer Zeichnung von A. Heilmann in der Illustrirten Welt, BA 15 × 23 cm
- 1895: Blick auf Bludenz. Aquarell, 24 × 34 cm
- 1896: Motiv aus der Gegend von St. Jakob. Aquarell, 24 × 36 cm
- 1897: Frühlingsspaziergang in einem Park in Heiligenstadt. Aquarell, 25 × 36 cm
- 1898: Reiserhof bei Mauer. Aquarell, 32 × 48 cm
- 1898: Mühle bei Predazzo. Aquarell, 29 × 22,5 cm
- 1899: Motiv aus Perugia. Aquarell, 35 × 22 cm
- 1899: Bucht von Cattaro. Aquarell, 23 × 36 cm
- 1899: Motiv aus Heiligenstadt. Aquarell, 24 × 36 cm
- 1899: Bäuerin mit Kind. Aquarell, 38 × 24 cm
- 1900: Das Otto-Haus auf der Rax. Aquarell auf Karton, 18 × 27,5 cm
- 1900: Wildalpe. Bleistiftzeichnung, 20,5 × 27 cm
- 1900: Aufheiterung nach Regentag. Öl auf Leinwand, ca. 66 × 98 cm.
- 1901: Salzburger Hexenturm. Aquarell, 26 × 31,5 cm (SMCA)
- 1903: Obertrum. Aquarell, 10 × 17 cm
- 1903: Bootsfahrt am Trumersee bei Seeham. Aquarellierte Bleistiftzeichnung, 14,5 × 10 cm
- 1904: Hochmoor am Haunsberg. Mischtechnik auf Leinwand, 76 × 101 cm (SMCA)
- 1905: Sonniges Waldstück. Aquarell, 43 × 31 cm
- 1905: Schönbrunn-Laxenburger Allee bei Biedermannsdorf. Aquarell über Bleistift, 10,5 × 17,5 cm
- 1908: Blick auf Altenberg. Aquarell, 19 × 29 cm
- 1909: Landschaft mit Kirche. Aquarell, 49 × 35 cm
- 1909: Vorfrühling. Mischtechnik auf Karton, 64,5 × 99 cm
- 1909: Blick auf Obervellach. Aquarell, 13 × 29 cm
- 1909: Schloss Ungarschitz bei Znaim. Aquarellierte Federzeichnung, 22 × 39 cm
- 1909: Mallnitz. Aquarell, 35 × 24 cm
- 1909: Mallnitz. Aquarell, 12 × 19 cm
- 1910: Schladming. Aquarell, 13,5 × 19 cm
- 1910: Bei Aigen in Oberösterreich. Öl auf Leinwand, 59 × 100 cm
- 1910: Roseggers Geburtshaus in Krieglach. Aquarell, BA 25,5 × 42 cm
- 1911: Hochkönig vom Brandwinkel. Aquarell, 12 × 19 cm
- 1912: Pfarrhof in Ramsau. Aquarell, 30 × 40 cm

Undatierte Werke
- Auf der Spur des Wilderers. Holzstich bei Angerer & Göschl nach einer Zeichnung von A. Heilmann, ca. 32 × 21 cm
- Der Sonnblick von der Durchgangalpe mit 5 Radierzeichnungen. Mischtechnik auf Karton, 35 × 48,5 cm
- Wandergruppe im Gebirge. Kohlestiftzeichnung, BA 29 × 39 cm
- Johannesschlösschen am Mönchsberg. Aquarellierte Bleistiftzeichnung, 10,5 × 16 cm
- Motiv aus Dürnstein. Aquarellierte Bleistiftzeichnung, 16 × 21 cm
- Studien zur Feldarbeit. Aquarell über Bleistift aus einem Skizzenbuch, 10 × 14,5 cm
- Seeburg bei Seekirchen. Bleistiftzeichnung aus einem Skizzenbuch, 10 × 15 cm
- Rapottenstein. Aquarellierte Bleistiftzeichnung, 16 × 23 cm
- Schloss Lichtenstein bei Haslach. Aquarellierte Bleistiftzeichnung, 13 × 20 cm
- Blick auf Hallstatt. Mischtechnik auf Papier, 57 × 76 cm
- Dorfstrasse. Aquarell, 35 × 26,5 cm
- Blick auf Gloggnitz. Aquarell, 46 × 41,5 cm
- Blick auf Schlögel mit Aigen. Aquarell, 12 × 18,5 cm
- Alte Dresdner Hütte. Aquarell, 16,5 × 22 cm
- Der Pürschgang. Holzstich nach einer Zeichnung von A. Heilmann, BA 32 × 21 cm
- Kalvarienbergkirche in Hallstatt. Öl auf Leinwand, 26,5 × 32,5 cm
- Salzburg – Blick vom Kapuzinerberg auf Altstadt und Festung. Farblithografie, 59,5 × 77,5 cm
- Festung Hohensalzburg. Öl auf Leinwand, 80 × 100 cm
- Reitgut in Aigen. Aquarell, 50 × 60 cm
- Villa an einem See. Aquarell, 20 × 25 cm
- Talboden Kaprun. Aquarell, 14 × 35 cm

Werke in Publikationen
- Alpenlandschaften Band 1 und 2, Weber, Leipzig, erschienen ca. 1891–1895, Vorlagenzeichnungen 1880–1890, Holzstiche nach Vorlagen von A. Heilmann, Blätter im Querformat ca. 23 × 34 cm:
  - Die Triglavspitze in den Julischen Alpen in Krain. Hochformat 34 × 23,5 cm
  - Die Simonyhütte am Dachstein
  - Die Torsäule an der Übergossenen Alpe in Salzburg
  - Das Rauriser Tal mit dem Sonnblick, der Goldbergspitze und dem Hochnarr in Salzburg
  - Das Riemannhaus am Steinernen Meer mit dem Breithorn
  - Hochwasser in der Seisenbergklamm bei Oberweißbach. Hochformat 35 × 22,5 cm
  - Auf dem Gipfel des Zuckerhütls in den Stubaier Alpen
  - Die Zsigmonyhütte mit dem Zwölferkofel in den Sextener Dolomiten. Hochformat 34,5 × 24 cm
  - Die drei Zinnen in den Ampezzaner Dolomiten
  - Die Lienzer Hütte im Debanttale in der Schobergruppe
  - Der Funtensee im Steinernen Meer in den Salzburger Alpen
  - Das Hochtor und die Hesshütte im Gesäuse
  - Das Admonter Haus am Grabentörl in den Ennstaler Alpen
  - Der steirische Erzberg. Querformat 16,5 × 22,5 cm
  - Vordernberg. Querformat 16,5 × 22,5 cm
  - Die Sonntagskarseen und das Waldhorn in den Niederen Tauern
  - Das Karlbad in Oberkärnten mit dem Königstuhl. Querformat 16 × 22,5 cm
  - Die Kellerwand in den Karnischen Alpen. Hochformat 34,5 × 23,5 cm
- Zeitschrift des deutschen und österreichischen Alpenvereins Band XX bis XXVIII, Wien und Graz, 1889–1897, Holzstiche nach Vorlagen von A. Heilmann:
  - Band 20 (1889): 7 Illustrationen, u. a. Die meteorologische Station auf der Schmittenhöhe und Lusern
  - Band 21 (1890): 28 Illustrationen, u. a. Grotten von St. Canzian in Slowenien und Tappenkarsee im Pongau
  - Band 22 (1891): 18 Illustrationen, u. a. Der Hochgolling und weitere aus den Niederen Tauern und der Schobergruppe
  - Band 23 (1892): 11 Illustrationen, u. a. das Titelbild Schwarzenberggletscher, 3 Bilder aus dem Stubaital (mit Text von Heilmann) und 7 Bilder aus den Niederen Tauern
  - Band 24 (1893): 5 Illustrationen zu seinem Beitrag Vom Spitzkofel zur Kellerwand
  - Band 25 (1894): 24 Illustrationen, u. a. Die Rudolfshütte am Weißsee
  - Band 26 (1895): 10 Illustrationen aus dem Maltheintale
  - Band 17 (1896): 5 Illustrationen
  - Band 18 (1897): 7 Illustrationen, u. a. Patscher Tal mit dem Hochgall
- Heilmann’s Alpine Zeichen-Studien. Freytag & Berndt, Wien 1894: 46 Lithografien auf Tafeln, meist mit Ansichten.
- Die Erschließung der Ostalpen